# Бенковски (област Добрич)
Вижте пояснителната страница за други значения на Бенковски.
Бенковски е село в Североизточна България. То се намира в община Добричка, област Добрич.

## История
През Османския период и след Освобождението селото се нарича Екисче. 
В периодичната преса от 1891 г. са запазени сведения за топонимията и населението на селото.
С МЗ № 2191/обн. 27 юни 1942 г. е преименувано с. Екисче на с. Мария Луиза, а с МЗ № 2604/обн. 28 май 1947 г. селото се преименува на Бенковски.

## Население
Преброяване на населението през 2011 г.
Численост и дял на етническите групи според преброяването на населението през 2011 г.:
|                     | Численост | Дял (в %) |
| Общо                | 825       | 100,00    |
| Българи             | 29        | 3,51      |
| Турци               | 778       | 94,30     |
| Цигани              | 3         | 0,36      |
| Други               | 0         | 0,00      |
| Не се самоопределят | 10        | 1,21      |
| Неотговорили        | 5         | 0,60      |